# Trollbeads
Trollbeads (дат.: Troldekugler) датская ювелирная компания, получившая мировую известность благодаря своей оригинальной концепции украшений. С 1976 года компания создаёт, производит и распространяет бусины из венецианского стекла, серебра, золота и полудрагоценных камней, которые носятся на браслете или ожерелье, отдельно или в комбинации с несколькими бусинами. До 2001 года коллекция Trollbeads состояла исключительно из золотых и серебряных шармов, но затем концепция была расширена за счёт включения в неё колец и серьг, а также различных вариаций этих основных изделий бренда. Сейчас линия продукта по-прежнему включает серебро и золото, а также стекло, драгоценные камни, кожу и другие материалы. Компания ежегодно выпускает две крупные сезонные коллекции (весной и осенью), а также несколько коллекций поменьше к таким праздникам, как День святого Валентина, День матери, Хэллоуин и т. п..
Концепция была разработана в 1976 году серебряных дел мастером Свеном Нильсеном. Позже его дочь Лиза Аагаард изобрела стеклянные бусины и основала отдельную компанию под именем Лиза Аагаард Копенгаген, чтобы распространять серебряные и золотые камни. Она возглавляла компанию до 2012 года, пока Ян Стиг Андерсен не был назначен генеральным директором. В том же году компания официально сменила своё имя на Trollbeads.
Главный офис Trollbeads находится в Копенгагене, Дании.

## Слоган Trollbeads
Слоган Trollbeads гласит: «The Original Since 1976», что означает отсылку к так называемой концепции «бусины на браслете», впервые появившейся у Trollbeads в её нынешней форме в 1976 году. Данная концепция остаётся главной для современной линии продукта компании.

## Изделия
Trollbeads
С 1976 по 2000 год все изделия Trollbeads разрабатывались при участии Серена Нильсена, Лизы Аагаард и других членов семьи. С 2000 году компания добилась использования большего числа независимых дизайнеров. Все бусины ручной работы и поэтому различаются по внешнему виду, а в случае стеклянных бусин — по размеру.
Народная бусина
Компания ежегодно проводит конкурс, в котором каждый может представить свой вариант дизайна бусины и проголосовать за другие предложения. Победивший проект объявляется «Народной бусиной» на этот год и запускается в производство. В 2012 году победителями стали 11 человек, в результате чего Народные бусины были выставлены отдельной коллекцией.
Материалы
Украшения Trollbeads производятся исключительно из драгоценных металлов. В данный момент, компания использует стерлинговое серебро для серебряных изделий, 22-каратное сусальное золото для включений в стеклянные бусины, 18-каратное золото для бусин, колец и замков и 14-каратное золото для браслетов, ожерелий и страховочных цепочек. В дополнение к этим драгоценным металлам, компания использует пресноводный жемчуг, драгоценные камни, кожу, стекло и кристаллы Swarovski.

## Международный рынок
С тех пор, как компания начала продвигать свои бусины за пределами Дании в начале 2000-х, пределы торговли Trollbeads расширились до более, чем 35 стран. В большинстве из них продажи осуществляются независимыми местными компаниями — партнёрами, за исключением Скандинавии, Соединённых Штатов и России, где торговля ведётся дочерними компаниями Trollbeads непосредственно. В России дочерней компанией Trollbeads A/S является ООО "Троллбидс Евразия", которая имеет эксклюзивное право реализации ювелирных изделий Trollbeads.
Интернет
Основной онлайн-платформой Trollbeads является Вселенная Trollbeads. Вдобавок к этому, компания реализует несколько веб-сайтов, посвящённых своей продукции, а также поддерживает ряд аккаунтов в социальных сетях, таких, как Facebook, Twitter, Pinterest и другие.
Социальная активность
Trollbeads стремится поддерживать свою деловую репутацию, и с этой целью компания присоединилась к международному Совету по ответственной ювелирной практике в качестве полноправного члена в 2012 году. Кроме того, компания принимала участие в ряду благотворительных мероприятий, включая проекты в Индии и Малави, направленных на обучение неимущих людей всем аспектами ведения ювелирной компании. Результат обоих проектов выразился в самоокупаемом и устойчивом бизнесе.